# Conejera
Isla Conejera (in catalano Illa dels Conills) è una piccola isola del mar Mediterraneo, la seconda in ordine di grandezza dell'arcipelago di Cabrera.